# Platyhypnidium
Platyhypnidium là một chi rêu trong họ Brachytheciaceae.